# Elías Alderete
Elís Alderete (San Miguel, 30 luglio 1995) è un calciatore argentino, attaccante del Monagas.

## Caratteristiche tecniche
È un'ala sinistra.

## Carriera
Cresciuto nelle giovanili del Chacarita Juniors, ha esordito in prima squadra il 16 aprile 2014 in occasione del match vinto 1-0 contro il Colegiales.

## Statistiche

### Presenze e reti nei club
Statistiche aggiornate al 17 aprile 2018.
| Stagione        | Squadra           | Campionato      | Campionato | Campionato | Coppe nazionali | Coppe nazionali | Coppe nazionali | Coppe continentali | Coppe continentali | Coppe continentali | Altre coppe | Altre coppe | Altre coppe | Totale | Totale | Totale |
| Stagione        | Squadra           | Comp            | Pres       | Reti       | Comp            | Pres            | Reti            | Comp               | Pres               | Reti               | Comp        | Pres        | Reti        | Pres   | Reti0  |        |
| --------------- | ----------------- | --------------- | ---------- | ---------- | --------------- | --------------- | --------------- | ------------------ | ------------------ | ------------------ | ----------- | ----------- | ----------- | ------ | ------ | ------ |
| 2013-2014       | Chacarita Juniors | BM              | 3          | 0          | CA              | 0               | 0               |                    | -                  | -                  |             | -           | -           | 3      | 0      |        |
| 2014            | Chacarita Juniors | BM              | 0          | 0          |                 | -               | -               |                    | -                  | -                  |             | -           | -           | 0      | 0      |        |
| 2015            | Chacarita Juniors | BN              | 6          | 0          | CA              | 1               | 0               |                    | -                  | -                  |             | -           | -           | 7      | 0      |        |
| 2016            | Chacarita Juniors | BN              | 1          | 0          | CA              | 0               | 0               |                    | -                  | -                  |             | -           | -           | 1      | 0      |        |
| 2016-2017       | Chacarita Juniors | BN              | 28         | 5          | CA              | 0               | 0               |                    | -                  | -                  |             | -           | -           | 28     | 5      |        |
| 2017-2018       | Chacarita Juniors | PD              | 7          | 1          | CA              | 0               | 0               |                    | -                  | -                  |             | -           | -           | 7      | 1      |        |
| Totale carriera | Totale carriera   | Totale carriera | 45         | 6          |                 | 1               | 0               |                    | -                  | -                  |             | -           | -           | 46     | 6      |        |